# حات حور
حات حور، الذي يسمى أيضًا حور حات، هو ملك مصري محتمل أو ملك الأسرة صفر الذي حكم في فترة نقادة الثالثة.
وهو معروف فقط من خلال نقشين: نقش وجد في شرق دلتا النيل وقطعة فخارية من طرة.
اسمه على إناء عثر عليه في القبر 1702 بمقبرة طرخان. يحتوي هذا النقش على صورة لمدينة تشبه منف لكنها تفتقر إلى معرّف الصقر. إلا أن قراءة وتفسير اسمه غير واضحين.
نقش ثان من طرة.